# Élections générales portoricaines de 1956
Les élections générales ont eu lieu à Porto Rico le 6 novembre 1956. Luis Muñoz Marín, gouverneur sortant du Parti populaire démocrate, est réélu. Le taux de participation était de 80,4%,.

## Résultats

### Gouverneur
| Candidat                | Parti                             | Votes   | %     |
| ----------------------- | --------------------------------- | ------- | ----- |
| Luis Muñoz Marín        | Parti populaire démocrate         | 435 255 | 62,48 |
| Luis A. Ferré           | Parti d'État républicain          | 174 683 | 25,08 |
| Francisco M Susoni Fils | Parti indépendantiste portoricain | 86 636  | 12,40 |